# Pokój w Campo Formio
Pokój w Campo Formio 1797 – podpisany 17 października 1797 roku (26. Vendémiaire VI roku Republiki) w Campo Formio pomiędzy Napoleonem Bonaparte (reprezentującym Francję) a hrabią Ludwigiem von Cobenzlem (reprezentującym stronę austriacką). Wskutek zwycięskiej kampanii Napoleona Bonaparte nastąpił rozpad Pierwszej Koalicji Antyfrancuskiej. Traktat uznaje się za zakończenie I etapu wojen rewolucyjnej Francji.
Oprócz zwyczajowych postanowień o utrzymaniu „trwałego i nienaruszalnego pokoju” traktat przewidywał przekazanie części ziem wchodzących w skład Austrii w ręce francuskie. Do Francji przyłączono następujące terytoria: Niderlandy Austriackie (dzisiejsza Belgia), niektóre wyspy na Morzu Śródziemnym (m.in. Korfu i weneckie wyspy na Morzu Adriatyckim). Wenecja i podległe jej ziemie zostały podzielone pomiędzy państwa-sygnatariuszy traktatu w następujący sposób: Wenecję, Istrię oraz Dalmację zwrócono cesarzowi austriackiemu.
Austriacy zgodzili się uznać niepodległość Republiki Cisalpińskiej oraz Republiki Liguryjskiej, utworzonej z terytoriów Republiki Genui.
Traktat pokojowy zawierał tajne klauzule, dotyczące podziału niektórych innych terytoriów. Na mocy pokoju granice Francji zostały rozszerzone na wschodzie do linii rzek: Ren, Niers, Moza i Mozela.
Francja otrzymała także gwarancję wolnej żeglugi na Renie, Mozie i Mozeli. 
Traktat został sformułowany i podpisany po pięciu miesiącach negocjacji. Większość postanowień pokoju pokrywała się z ustaleniami Pokoju w Leoben z kwietnia 1797 roku, jednak negocjacje były przeciągane przez obie strony z kilku powodów. W czasie trwania negocjacje władze francuskie musiały stłumić przewrót monarchistyczny, który miał miejsce we wrześniu. To wydarzenie stało się przyczyną aresztowania przedstawicieli rojalistów i frakcji umiarkowanej w Dyrektoriacie.
Biograf Napoleona, Felix Markham, napisał, że uwzględniony przez traktat w Campo Formio podział Wenecji był błędem nie tylko ze względów moralnych, ale również dawał Austrii punkt oparcia we Włoszech, co mogło prowadzić do kolejnej wojny.
Rzeczywiście, pakt w Campo Formio, chociaż zmienił mapę Europy i był milowym krokiem w karierze Napoleona, tak naprawdę okazał się jedynie zawieszeniem broni.
Na skutek podpisania traktatu, Gilbert du Motier, markiz de La Fayette, więzień z czasów rewolucji francuskiej, został zwolniony z austriackiej niewoli.
Campo Formio, zwane dziś Campoformido, to mała wioska w zachodniej części regionu Udine, leżącego w północno-wschodnich Włoszech. Pokój został podpisany w karczmie.